# Леванда, Дмитрий Дмитриевич
Дми́трий Дмитри́евич Лева́нда (17 (29) апреля 1884 — 10 октября 1931) — русский и украинский офицер военно-морского флота, капитан 1-го ранга (1919). Участник обороны Порт-Артура, Первой мировой войны и «белого» движения.

## Биография
Родился в Умани Киевской губернии. Православного вероисповедания. В Санкт-Петербурге окончил Морской кадетский корпус (выпускник 1903 года).
В военную службу вступил в 1900 году гардемарином Морского корпуса. В 1902 году — корабельный гардемарин. В мае 1903 года произведен в мичманы.
Служил на Дальнем Востоке, в 1903—1904 годах был в заграничных плаваниях на кораблях эскадры Тихого океана. В годы Русско-японской войны участвовал в обороне Порт-Артура, за что был удостоен двух боевых орденов — Святого Станислава  3-й степени и Святой Анны 3-й степени (с мечами и бантом). В декабре 1906 года, за отличие в военное время, был произведен в лейтенанты.
В октябре 1909 года лейтенант Леванда был зачислен в береговой состав флота. В дальнейшем служил в С.-Петербурге, во 2-м Балтийском флотском экипаже. В декабре 1913 года, за отличие по службе, произведен в старшие лейтенанты.
В Первую мировую войну, с августа 1914 по август 1915 года, воевал в составе флотского конно-подрывного отряда Кавказской конной туземной дивизии. В марте 1915 года, за военные отличия, произведен в капитаны 2-го ранга. Позже командирован на Салоникский фронт, в состав экспедиции особого назначения. Был награжден орденом Святого Станислава 2-й степени с мечами.
С 1 сентября 1916 года служил в составе флотилии Северного Ледовитого океана, в управлении главного начальника Архангельска и тылового водного района.
Участник «белого» движения на Севере России. На 27.11.1918 — флаг-капитан штаба командующего белогвардейской флотилией Северного Ледовитого океана. С января 1919 года — в составе штаба командующего той же флотилии. Со 2 октября 1919 года — капитан 1-го ранга.
В 1920 году, после поражения Северной армии Миллера, перебрался в Польшу и перешёл на службу в армию УНР, на должность начальника отдела Главного морского штаба.
По окончании в конце 1920 года военных действий, был интернирован в польских лагерях для украинских военных, затем, по освобождении из лагерей, остался в Польше в эмиграции.
Умер 10 октября 1931 года в Варшаве.

## Награды
- Орден Святого Станислава 3-й степени с мечами и бантом (06.09.1904)
- Орден Святой Анны 3-й степени с мечами и бантом (12.12.1905)
- Медаль «В память русско-японской войны» (серебряная, 1906)
- Медаль «В память 300-летия царствования Дома Романовых» (1913)
- Крест «За Порт-Артур» (офицерский, 1914)
- Медаль «В память 200-летия морского сражения при Гангуте» (1915)
- Орден Святого Станислава 2-й степени с мечами (1916)

знаки отличия:
- Знак в память 200-летия Морского кадетского корпуса (1901)
- Золотой знак за службу в морской охране (1909)
- Золотой знак в память окончания курса Морского кадетского корпуса (1910)

## Семья
Родители: Дмитрий Семёнович Леванда и Мария Максимовна Петрова. Жена: Надежда Николаевна Зверева. Супруги имели двоих детей, — сын: Николай (родился 12 февраля 1908 года в Петербурге, умер 15 августа 2002 года в Славяногорске Донецкой области, Украина).